# Elezioni parlamentari in Croazia del 1995
Le elezioni parlamentari in Croazia del 1995 si tennero il 29 ottobre per il rinnovo del Sabor. In seguito all'esito elettorale, Zlatko Mateša, espressione dell'Unione Democratica Croata, divenne Presidente del Governo.

## Risultati
| Liste                                       | Liste nazionali        | Liste nazionali        | Liste nazionali        | Liste nazionali | Liste nazionali | Liste nazionali | Seggi collegi | Seggi totale |
| Liste                                       | Ripartizione nazionale | Ripartizione nazionale | Ripartizione nazionale | Estero          | Estero          | Estero          | Seggi collegi | Seggi totale |
| Liste                                       | Voti                   | %                      | Seggi                  | Voti            | %               | Seggi           | Seggi collegi | Seggi totale |
| ------------------------------------------- | ---------------------- | ---------------------- | ---------------------- | --------------- | --------------- | --------------- | ------------- | ------------ |
| Unione Democratica Croata (HDZ)             | 1.093.403              | 45,23                  | 42                     | 97.012          | 90,02           | 12              | 21            | 75           |
| HSS - IDS - HNS - HKDU - SBHS               | 441.390                | 18,26                  | 16                     | N.D.            | N.D.            | N.D.            | 2             | 18           |
| Partito Social-Liberale Croato (HSLS)       | 279.245                | 11,55                  | 10                     | N.D.            | N.D.            | N.D.            | 2             | 12           |
| Partito Socialdemocratico di Croazia (SDP)  | 215.839                | 8,93                   | 8                      | N.D.            | N.D.            | N.D.            | 2             | 10           |
| Partito Croato dei Diritti (HSP)            | 121.095                | 5,01                   | 4                      | 3.888           | 3,61            | -               | -             | 4            |
| Unione Social-Democratica di Croazia (SDU)  | 78.282                 | 3,24                   | -                      | N.D.            | N.D.            | N.D.            | -             | -            |
| Democratici Indipendenti Croati (HND)       | 72.612                 | 3,00                   | -                      | N.D.            | N.D.            | N.D.            | 1             | 1            |
| Azione Socialdemocratica di Croazia (ASH)   | 40.348                 | 1,67                   | -                      | 1.188           | 1,10            | -               | 1             | 1            |
| Partito Croato dei Diritti 1861 (HSP 1861)  | 31.530                 | 1,30                   | -                      | 1.562           | 1,45            | -               | -             | -            |
| Partito Democratico Cristiano Croato (HKDS) | 16.986                 | 0,70                   | -                      | 648             | 0,60            | -               | -             | -            |
| Partito Croato della Legge Naturale (HSNZ)  | 7.835                  | 0,32                   | -                      | N.D.            | N.D.            | N.D.            | -             | -            |
| Partito Conservatore Croato (HKS)           | 6.858                  | 0,28                   | -                      | N.D.            | N.D.            | N.D.            | -             | -            |
| Partito Indipendente dei Diritti (NSP)      | 6.608                  | 0,27                   | -                      | N.D.            | N.D.            | N.D.            | -             | -            |
| Partito Civico Nazionale (DGS)              | 5.343                  | 0,22                   | -                      | 218             | 0,20            | -               | -             | -            |
| Unione Patria e Diaspora (ZDD)              | N.D.                   | N.D.                   | N.D.                   | 3.256           | 3,02            | -               | N.D.          | -            |
| Partito Popolare Serbo (SNS)                | N.D.                   | N.D.                   | N.D.                   | N.D.            | N.D.            | N.D.            | 2             | 2            |
| Indipendenti                                | N.D.                   | N.D.                   | N.D.                   | N.D.            | N.D.            | N.D.            | 4             | 4            |
| Totale                                      | 2.417.374              | 100                    | 80                     | 107.772         | 100             | 12              | 35            | 127          |
| Schede bianche/nulle                        | 82.666                 |                        |                        | 1.617           |                 |                 |               |              |
| Votanti                                     | 2.500.040              | 109.389                |                        |                 |                 |                 |               |              |

- Con riguardo ai 35 seggi assegnati nel collegi:

i) i 28 seggi assegnati nei collegi uninominali furono così ripartiti:
• 21 all'HDZ;
• 2 a IDS, di cui 1 eletto nella lista IDS (coll. 21) e 1 nella lista HSS-HNS-HND-HSLS-SDP-IDS (coll. 8);
• 2 a HSLS, di cui 1 eletto nella lista HSLS (coll. 20) e 1 nella lista HSS-HNS-HND-HSLS-SDP-HSP 1861 (coll. 23);
• 2 a SDP, di cui 1 eletto nella lista SDP (coll. 9) e 1 nella lista HSS-HNS-HND-HSLS-SDP (coll. 27);
• 1 a HND, eletto nella lista HSS-HNS-HND-HSLS-SDP-IDS-HSP 1861 (coll. 25).
ii) i 7 seggi assegnati nei 5 distretti speciali furono così ripartiti:
• 4 a candidati presentatisi come indipendenti;
• 2 a SNS;
• 1 ad ASH.
- I 18 seggi attribuiti alla coalizione HSS-IDS-HNS-HKDU-SBHS sono così ripartiti:

• 10 a HSS;
• 4 a IDS;
• 2 a HNS;
• 1 a HKDU;
• 1 a SBHS.